# 한국양파산업연합회
한국양파산업연합회는 회원간의 상호협력을 바탕으로 양파의 자율적 수급조절과 판매촉진을 도모하고, 고품질 양파의 생산지도 및 시장교섭력을 강화함으로써 농업인의 소득증대와 양파산업의 발전에 기여 목적으로 2010년 3월 2일 설립된 대한민국 농림수산식품부 소관의 사단법인이다. 사무실은 서울특별시 중구 충정로1가 75에 있다.